# Platychelus jucundus
Platychelus jucundus är en skalbaggsart som beskrevs av Louis Albert Péringuey 1902. Platychelus jucundus ingår i släktet Platychelus och familjen Melolonthidae. Inga underarter finns listade i Catalogue of Life.